# インゲルフィンゲン
インゲルフィンゲン (ドイツ語: Ingelfingen, ドイツ語発音: [ˈɪŋl̩fiŋən])は、ドイツ連邦共和国バーデン＝ヴュルテンベルク州ホーエンローエ郡に属する小都市。ハイルブロンの東約40km、キュンツェルスアウの西5kmのコッハー川（ネッカー川の支流）下流沿いに位置する。

## 地理

### 位置
インゲルフィンゲンは、コッハー川の渓谷に位置する。

### 市の構成
インゲルフィンゲンは、中核地区と以下の7つの市区からなる。クリースバッハ、ディーバッハ、デレンツィンメルン、エーバースタール、ヘルムートハウゼン、シュタッヒェンハウゼン、ヴェルディングスフェルデン。

## 歴史
インゲルフィンゲンは1080年に初めて文献上で言及される。1323年、皇帝ルートヴィヒ4世はこの町に市場の開催権を与えた。1701年から1805年まではホーエンローエ伯の宮廷が置かれた。彼らは、ここに手工業者を移住させ、経済的な隆盛をもたらした。1892年に、インゲルフィンゲン・ワイン業者協同組合が創立され、現在のワイン製造振興を目的とするコッハータールケラーライの先駆けとなった。19世紀には、石炭を探していた山師たちにより塩水の治療効果が発見された。現在では温泉の形以外でも利用されている。

### 市町村合併
- 1972年1月1日: クリースバッハ、ディーバッハ、デレンツィンマー、ヘルムートハウゼン、ヴェルディングスフェルデン
- 1973年9月1日: エーバースタール

## 行政

### 市議会
インゲルフィンゲンの市議会は、24議席からなる。

### 市長
市長を選択する2006年5月7日の選挙で、ミヒャエル・ユルゲン・バウアーは55.94%の得票率で、ヴォルフガング J. シュナイダーの後任に選ばれた。

### 友好都市
- Saint-Héand（フランス、ロワール）

## 経済と社会資本
インゲルフィンゲンは、コッハー＝ヤクスト＝タウバー地方のコッハーベルク大地区に属するワイン町である。この町はヴュルテンベルク・ワイン街道沿いに位置している。

### 交通
インゲルフィンゲンの重要な交通路としては、東西に走るコッハータール街道（L1045号線）がある。南北は連邦道B19号線に直接面しており、ハイルブロンとニュルンベルクを結ぶアウトバーンA6号線までは、B19号線を通って14kmの距離にある。
この街は、ホーエンローエ近郊交通のバス路線が、キュンツェルスアウ、エーリンゲン、バート・メルゲントハイム、その他近隣の町を結んでいる。最も近い鉄道駅（ヴァルデンブルク）までは15kmの距離である。
市境付近にインゲルフィンゲン＝ビュールホーフ特殊飛行場（私有）とインゲルフィンゲン＝ヘルムートハウゼン特殊飛行場（飛行クラブ）がある。最寄りの交通飛行場は、ニーダーシュテッテン飛行場およびシュヴェービッシュ・ハル＝ヘッセンタール飛行場で、それぞれ約30kmの距離である。

### 地元企業
インゲルフィンゲンには、現在、BTI Befestigungstechnikをはじめ、多くの工業系企業（操縦工学、自動車などの製造・販売）が進出しており、約2600人の職場がある。

## 文化と見所

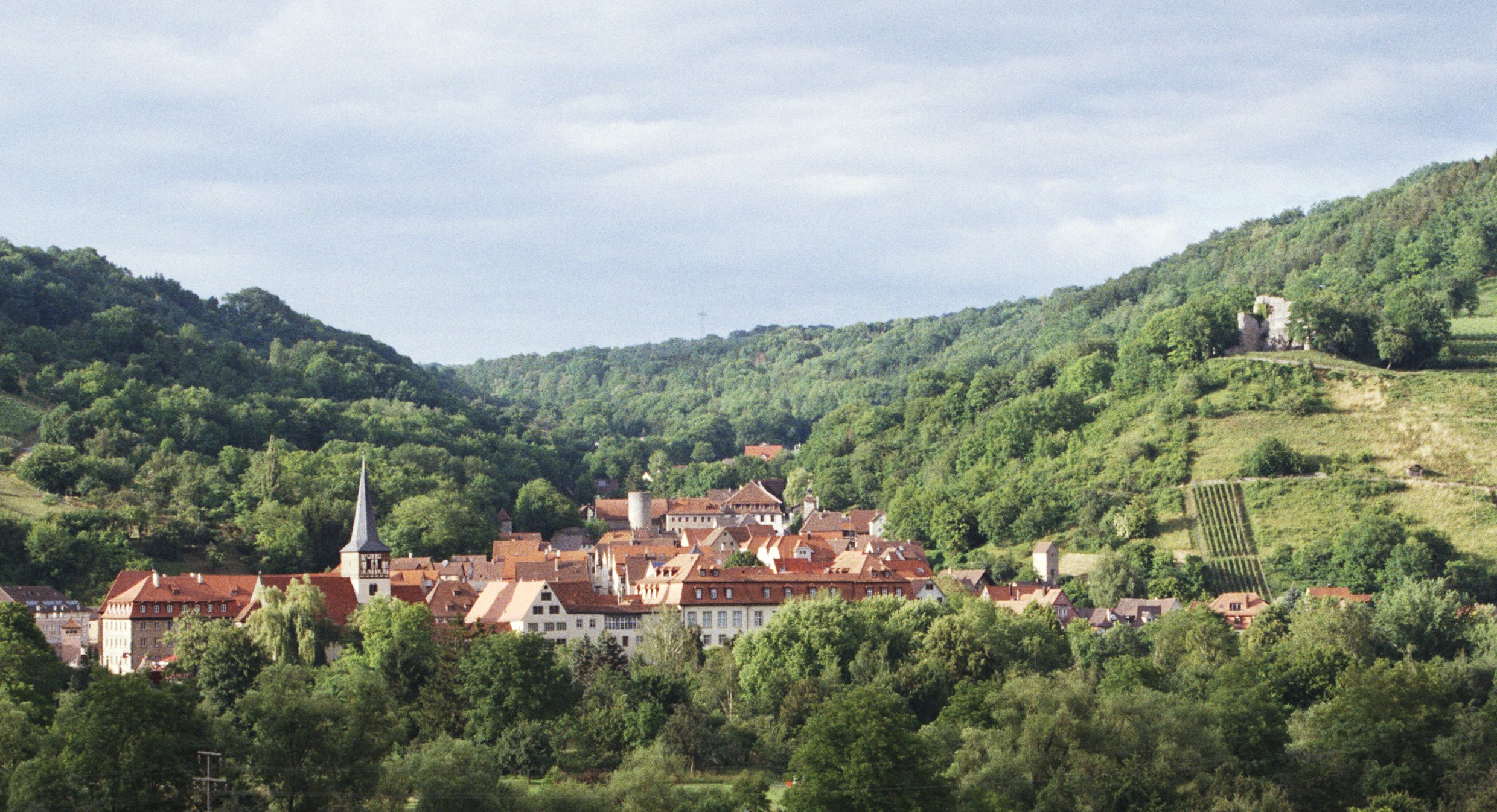
インゲルフィンゲン遠望。画面向かって右の丘の上にリヒテネック城趾が見える。

### 建築
見応えのあるホーエンローエ伯の城館は、1985年からラートハウス（市庁舎）として用いられている。見事な貴族の館シュヴァルツェ・ホーフやハクドロン・ムシェルカルク博物館も訪れる価値がある。
リヒテネック城趾は、1250年頃にクラフト・フォン・ボックスベルクが築き、15世紀に破壊された城跡で整備・保存されている。

## 人物

### 出身者
- ホーエンローエ＝インゲルフィンゲン侯フリードリヒ・ルートヴィヒ（1747年 - 1818年）プロイセンの将軍
- ゲオルク・ファールバッハ（1903年 - 1976年）自然保護運動の幹部
- オイゲン・エグナー（1951年 - ）画家

## 引用
1. ↑  Statistisches Landesamt Baden-Württemberg – Bevölkerung nach Nationalität und Geschlecht am 31. Dezember 2023 (CSV-Datei)
2. ↑  Max Mangold, ed (2005). Duden, Aussprachewörterbuch (6 ed.). Dudenverl. p. 426. ISBN 978-3-411-04066-7